# Puente de Choluteca
El puente de Choluteca o puente Carías, es un puente colgante ubicado en la ciudad de Choluteca, Honduras, sobre el río Choluteca, y es considerado como el puente más importante e imponente del país, siendo incluso un emblema de la nación y por ende de la ciudad en donde se encuentra.
Fue construido entre 1935 y 1937 por el Cuerpo de Ingenieros del Ejército de los Estados Unidos, con capital estadounidense y hondureño, con motivo de la construcción de la carretera Panamericana. Curiosamente, con sus 300 metros de largo, no es actualmente el puente más largo del país, ni siquiera de la ciudad, ya que dentro de ésta hay otro puente llamado el puente del Sol Naciente que tiene una longitud de 484 metros.
Construido durante el gobierno de Tiburcio Carías Andino, con la cooperación del gobierno de los Estados Unidos, fue, durante la época en la que se realizó, considerado una de las más grandes obras de arquitectura del país.
Este puente es, en esencia, una de las pocas réplicas del puente Golden Gate que todavía existen, controlando el flujo de tráfico desde Guatemala hasta Panamá. Parcialmente destruido por el huracán Mitch en el año de 1998, se remodeló en el año 2002, durante el gobierno de Ricardo Maduro.

## Nuevo Puente de Choluteca
En el año de 1996, con motivo de la cooperación entre Honduras y Japón, se planeó la construcción de un nuevo puente de Choluteca, el cual se encontraría un poco más arriba del río, en el anillo periférico de la ciudad, con el fin de evitar el ingreso del tráfico pesado a la misma. Se construyó entre 1996 y 1998, constituido como el puente más grande hecho por alguna compañía japonesa en América Latina.
Fue inaugurado en 1998, dos veces, por el gobierno saliente de Reina, y por el entrante de Carlos Flores. Se le llamó puente del Sol Naciente, volviéndose unos de los puentes más modernos de Honduras. En ese mismo año, el país fue azotado por el huracán Mitch, el cual causó daños considerables a la nación y a su infraestructura. Muchos puentes fueron dañados o destruidos, pero el viejo y nuevo puente sobrevivieron con leves daños, aunque la carretera que conectaba el nuevo puente fue destruida y el río se desvió considerablemente, volviendo el moderno puente inútil. Tras el paso de la tormenta, se tomó una foto bastante famosa, donde se veía el puente y el río bastante alejado. En el año 2003 una empresa japonesa lo reconstruyó, volviéndolo funcional nuevamente.